# Processo alla Commissione mafiosa
Il processo alla Commissione mafiosa è un processo avvenuto a New York tra il 25 febbraio 1985 e il 19 novembre 1986 contro 11 esponenti di Cosa nostra statunitense nonché componenti della Commissione, organo gestionale della mafia a New York, grazie a prove raccolte dall'FBI e da Rudolph Giuliani, allora Procuratore Federale del South District di New York.
Gli imputati erano i boss delle 5 famiglie di New York:
- Paul "Big Paul" Castellano, boss della Famiglia Gambino
- Anthony "Fat Tony" Salerno, boss della Famiglia Genovese
- Carmine "Junior" Persico, boss della Famiglia Colombo
- Anthony "Tony Ducks" Corallo, boss della Famiglia Lucchese
- Philip "Rusty" Rastelli, boss della Famiglia Bonanno,

e i subordinati:
- Aniello "The Lamb" Dellacroce, (alias "mr. Neil") vice capo dei Gambino
- Gennaro "Gerry Lang" Langella, vice capo dei Colombo
- Salvatore "Tom Mix" Santoro, vice capo Lucchese
- Christopher "Christy Tick" Furnari, consigliere dei Lucchese
- Ralph "Ralphie" Scopo, soldato dei Colombo,
- Anthony "Bruno" Indelicato, soldato dei Bonanno

Aniello Dellacroce morì di cancro il 2 dicembre 1985, e Paul Castellano fu ucciso 2 settimane dopo.

## Il verdetto
Tutti i boss furono condannati a 100 anni di carcere, e lo stesso per il soldato Ralph Scopo mentre il soldato Anthony Indelicato ricevette una condanna a 45 anni.
Prima di essere mandati in carcere fecero un ultimo pranzo a base di cibo italiano e vino e brindando tra di loro con la nota formula italiana "Cent'anni!". Salvatore Santoro aggiunse:" Mi sa che sarebbe ora di cambiare brindisi", tra le risate generali.